# روبيل صرصور
روبيل صرصور من مواليد 17 آب 1983. هو لاعب كرة قدم من عرب ال 48
سابق لعب كمهاجم.

## مسيرته المهنية
بدأ صرصور مسيرته المهنية في هبوعيل كفر قاسم وفي سن الثّالثة عشر التحق بقسم الشّباب في مكابي بتاح تكفا. في موسم 2001/2002 ظهر لأول مرة في الدّوري في مباراة الدّوري ضدّ هبوعيل تل أبيب. في 11 آب 2005 ، سجل هدفه الأول على السّاحة الأوروبية بفوزه بنتيجة 0-5 على بشكيمي. في موسم 2010/2011، تدهور وضع صرصور وتمَّ إعارته إلى هبوعيل أبناء اللد من الرابطة الوطنية بعد 15 عامًا في بيتاح تكفا.
في تموز 2011 وقّع مع هبوعيل كفار سابا. في كانون أول 2011 عاد إلى الدوري الإنجليزي الممتاز عندما تعاقد مع Hapoel Acre حتى نهاية الموسم .
في سبتمبر 2013 اختتم دراسته في MS. كفر قاسم الدّوري الأول. في 23 أيلول 2013، ظهر لأول مرة في كفر قاسم بفوزه بنتيجة 1-3 على مكابي البلدي أميتاب بتاح تكفا في كأس الدولة. أنهى صرصور الموسم برصيد 12 هدفًا في الدوري و 4 أهداف أخرى في الكأس.
شقيقه الأكبر نور هو أيضًا لاعب كرة قدم لعب لفريق هبوعيل ابناء اللد والآن يلعب الشقيقان معًا في نادي إف سي. كفر قاسم.